# Kamer van volksvertegenwoordigers (samenstelling 1841-1845)
Dit artikel omvat de lijst van leden van de Belgische Kamer van volksvertegenwoordigers van 1841 tot 1845. De 4e legislatuur van de Kamer van volksvertegenwoordigers liep van 9 november 1841 tot 10 mei 1845 en volgde uit de verkiezingen van 8 juni 1841. Bij deze verkiezingen werden 48 van de 95 parlementsleden verkozen. Dit was het geval in de kieskringen Antwerpen, Turnhout, Mechelen, Brussel, Leuven, Nijvel, Brugge, Kortrijk, Veurne, Diksmuide, Oostende, Roeselare, Tielt, Ieper, Aarlen, Bastenaken, Marche, Virton, Neufchâteau, Namen, Philippeville en Dinant.
Op 13 juni 1843 vonden tussentijdse verkiezingen plaats, waarbij de overige 47 parlementsleden verkozen werden. Dit was het geval in de kieskringen Gent, Eeklo, Sint-Niklaas, Aalst, Dendermonde, Oudenaarde, Charleroi, Bergen, Doornik, Aat, Thuin, Zinnik, Luik, Verviers, Hoei, Borgworm, Hasselt, Maaseik en Tongeren.
Het nationale kiesstelsel was in die periode gebaseerd op cijnskiesrecht, volgens een systeem van een meerderheidsstelsel, gecombineerd met een districtenstelsel. Iedere Belg die ouder dan 25 jaar was en een bepaalde hoeveelheid cijns betaalde, kreeg stemrecht. Hierdoor was er een beperkt kiezerskorps. 
Tijdens deze legislatuur was de unionistische regering-De Mûelenaere-Nothomb (april 1841 tot april 1843) en de regering-Nothomb (april 1843 tot juni 1845) in functie.

## Zittingen
In de 4de zittingsperiode (1841-1845) vonden vier zittingen plaats. Van rechtswege kwamen de Kamers ieder jaar bijeen op de tweede dinsdag van november.
| Zitting                | Opening          | Sluiting          |
| ---------------------- | ---------------- | ----------------- |
| 1ste zitting 1841-1842 | 9 november 1841  | 24 september 1842 |
| 2de zitting 1842-1843  | 8 november 1842  | 12 april 1843     |
| 3de zitting 1843-1844  | 14 november 1843 | 18 juli 1844      |
| 4de zitting 1844-1845  | 22 oktober 1844  | 17 mei 1845       |

## Samenstelling
| Begin legislatuur (1841) | Begin legislatuur (1841) | Begin legislatuur (1841) | Einde legislatuur (1845) | Einde legislatuur (1845) | Einde legislatuur (1845) |
| Fractie                  | Fractie                  | Zetels                   | Fractie                  | Fractie                  | Zetels                   |
| ------------------------ | ------------------------ | ------------------------ | ------------------------ | ------------------------ | ------------------------ |
|                          | Katholieken              | 50                       |                          | Katholieken              | 48                       |
|                          | Liberalen                | 45                       |                          | Liberalen                | 47                       |

Wijzigingen in fractiesamenstelling:
- In 1841 overlijdt de liberaal Charles Dubois. Zijn opvolger wordt de katholiek Jean-Baptiste De Prey.
- In 1842 neemt de katholiek Charles Doignon ontslag. Zijn opvolger wordt de liberaal Auguste Savart-Martel.
- Bij de tussentijdse verkiezingen van 1843 verliezen de katholieken drie zetels ten voordele van de liberalen.
- In 1844 overlijdt de liberaal Ange Angillis. Zijn opvolger wordt de katholiek Désiré de Haerne.

## Lijst van de volksvertegenwoordigers
| Volksvertegenwoordiger              | Partij    | Kieskring     | Opmerkingen |
| ----------------------------------- | --------- | ------------- | --- |
| Jean-Baptiste Smits                 | Katholiek | Antwerpen     | |
| Edouard Cogels                      | Katholiek | Antwerpen     | |
| Charles Rogier                      | Liberaal  | Antwerpen     | |
| Jean Osy                            | Liberaal  | Antwerpen     | |
| Charles Mast-De Vries               | Katholiek | Mechelen      | |
| Jean Scheyven                       | Katholiek | Mechelen      | Secretaris. |
| Jean-François Henot                 | Katholiek | Mechelen      | |
| François Louis Joseph Du Bus        | Katholiek | Turnhout      | Vervangt vanaf 23 april 1844 de overleden Pierre-Egide Peeters. Daarvoor was Du Bus tot 13 november 1843 volksvertegenwoordiger voor de kieskring Doornik. Du Bus was ondervoorzitter tot 6 april 1843. |
| Albéric du Bus de Gisignies         | Katholiek | Turnhout      | Vervangt vanaf 12 december 1844 de overleden Pierre-Jean Denef. |
| Louis Orts                          | Liberaal  | Brussel       | Vervangt vanaf 10 december 1841 Paul Devaux, die volksvertegenwoordiger voor het arrondissement Brugge wordt. |
| Ferdinand de Meeûs                  | Liberaal  | Brussel       | |
| Pierre-Théodore Verhaegen           | Liberaal  | Brussel       | |
| Joseph Lebeau                       | Liberaal  | Brussel       | |
| Henri de Brouckère                  | Liberaal  | Brussel       | |
| Guillaume Van Volxem                | Liberaal  | Brussel       | |
| Jacques Coghen                      | Liberaal  | Brussel       | |
| Jean-Marie de Man d'Attenrode       | Katholiek | Leuven        | Secretaris vanaf 23 oktober 1844. |
| Edmond de la Coste                  | Liberaal  | Leuven        | Vervangt vanaf 5 maart 1842 de overleden Gérard Buzen. |
| Jean-Baptiste Van den Eynde         | Katholiek | Leuven        | Vervangt vanaf 19 mei 1842 de overleden Henri van den Hove. |
| Jules Joseph d'Anethan              | Katholiek | Leuven        | Vervangt vanaf 1 maart 1844 Michel Van der Belen, die om gezondheidsredenen ontslag neemt. |
| Félix de Merode                     | Katholiek | Nijvel        | |
| Edouard Mercier                     | Liberaal  | Nijvel        | |
| Théodore Jonet                      | Liberaal  | Nijvel        | |
| Paul Devaux                         | Liberaal  | Brugge        | |
| Jean Maertens                       | Liberaal  | Brugge        | |
| Charles Coppieters Stochove         | Katholiek | Brugge        | |
| Désiré de Haerne                    | Katholiek | Kortrijk      | Vervangt vanaf 2 maart 1844 de overleden Ange Angillis (Liberaal). |
| Felix de Mûelenaere                 | Katholiek | Kortrijk      | |
| Jean-Baptiste Van Cutsem            | Liberaal  | Kortrijk      | |
| François Donny                      | Liberaal  | Oostende      | |
| Pierre Morel-Danheel                | Katholiek | Diksmuide     | |
| Jean-Baptiste De Prey               | Katholiek | Veurne        | Vervangt vanaf 13 januari 1842 de overleden Charles Dubois (Liberaal). |
| Charles de Roo                      | Katholiek | Tielt         | |
| Léon de Foere                       | Katholiek | Tielt         | |
| Jacques Wallaert                    | Katholiek | Roeselare     | |
| Alexander Rodenbach                 | Katholiek | Roeselare     | |
| Jules Malou                         | Katholiek | Ieper         | |
| Pierre Biebuyck                     | Katholiek | Ieper         | Vervangt vanaf 4 april 1845 de overleden Auguste de Florisone. |
| Eugène De Smet                      | Katholiek | Aalst         | |
| Jean De Naeyer                      | Katholiek | Aalst         | Vervangt vanaf 15 november 1843 François Van den Bossche, die bij de tussentijdse verkiezingen niet meer opkwam. |
| Antoine de Meer de Moorsel          | Katholiek | Aalst         | |
| Charles Liedts                      | Liberaal  | Oudenaarde    | Parlementsvoorzitter vanaf 17 november 1843. |
| Jean Thienpont                      | Katholiek | Oudenaarde    | |
| Jean-Marie de Villegas              | Liberaal  | Oudenaarde    | |
| Josse Delehaye                      | Liberaal  | Gent          | |
| François d'Elhoungne                | Liberaal  | Gent          | Vervangt vanaf 15 november 1843 François Hye-Hoys (Katholiek), die bij de tussentijdse verkiezingen niet herkozen raakte. |
| Ferdinand Manilius                  | Liberaal  | Gent          | |
| Henri Kervyn                        | Katholiek | Gent          | Secretaris tot 17 november 1843. |
| Léandre Desmaisières                | Katholiek | Gent          | |
| Pierre De Saegher                   | Katholiek | Gent          | Vervangt vanaf 15 november 1843 Joseph de Potter-Soenens, die bij de tussentijdse verkiezingen niet meer opkwam. |
| Désiré Le Jeune                     | Katholiek | Eeklo         | |
| Charles de Meester                  | Katholiek | Sint-Niklaas  | Vervangt vanaf 15 november 1843 Albert van Hoobrouck de Fiennes, die bij de tussentijdse verkiezingen niet meer opkwam. |
| Pierre-Antoine Verwilghen           | Katholiek | Sint-Niklaas  | Vervangt vanaf 15 november 1843 Pierre-Joseph Cools (Liberaal), die bij de tussentijdse verkiezingen niet herkozen raakte. |
| Charles Vilain XIIII                | Katholiek | Sint-Niklaas  | Ondervoorzitter vanaf 17 november 1843. |
| Pierre de Decker                    | Katholiek | Dendermonde   | Secretaris tot 23 oktober 1844. |
| François van den Broucke de Terbecq | Katholiek | Dendermonde   | |
| Jean Pirmez                         | Liberaal  | Charleroi     | |
| Guillaume Dumont                    | Liberaal  | Charleroi     | |
| Hippolyte Lange                     | Liberaal  | Bergen        | |
| Joseph Sigart                       | Liberaal  | Bergen        | |
| Hubert Dolez                        | Liberaal  | Bergen        | |
| Auguste Duvivier                    | Liberaal  | Zinnik        | |
| Bernard Amé du Bus de Gisignies     | Katholiek | Zinnik        | Quaestor. |
| Barthélémy Dumortier                | Katholiek | Doornik       | |
| Albert Goblet d'Alviella            | Liberaal  | Doornik       | Vervangt vanaf 16 november 1843 François Louis Joseph Du Bus (Katholiek), die bij de tussentijdse verkiezingen niet herkozen raakte. Du Bus was ondervoorzitter tot 6 april 1843. |
| Auguste Savart-Martel               | Liberaal  | Doornik       | Vervangt vanaf 27 juli 1842 Charles Doignon (Katholiek), die commissaris-generaal van de Koninklijke Munt van België wordt. |
| Adelson Castiau                     | Liberaal  | Doornik       | Vervangt vanaf 16 november 1843 Pierre Trentesaux, die bij de tussentijdse verkiezingen niet meer opkwam. |
| Frédéric de Sécus                   | Katholiek | Aat           | Quaestor. |
| Adolphe Dechamps                    | Katholiek | Aat           | |
| Joseph de Riquet de Caraman Chimay  | Katholiek | Thuin         | Vervangt vanaf 16 november 1843 Augustin Puissant (Liberaal), die bij de tussentijdse verkiezingen niet herkozen raakte. |
| Louis Troye                         | Liberaal  | Thuin         | |
| Henri Thyrion                       | Liberaal  | Hoei          | Vervangt vanaf 15 november 1843 Pierre-Joseph David, die volksvertegenwoordiger voor de kieskring Verviers wordt. Voor de tussentijdse verkiezingen van 1843 was David volksvertegenwoordiger voor het arrondissement Luik, dat bij die verkiezingen een zetel verloor ten voordele van het arrondissement Hoei. |
| Louis van den Steen de Jehay        | Katholiek | Hoei          | |
| Pierre Eloy de Burdinne             | Katholiek | Borgworm      | |
| Joseph-Stanislas Fleussu            | Liberaal  | Luik          | |
| Charles Lesoinne                    | Liberaal  | Luik          | Vervangt vanaf 15 november 1843 Jean Raikem (Katholiek), die bij de tussentijdse verkiezingen niet herkozen raakte. Raikem was parlementsvoorzitter van 9 november 1842 tot 6 april 1843. |
| Noël Delfosse                       | Liberaal  | Luik          | |
| Camille de Tornaco                  | Liberaal  | Luik          | Vervangt vanaf 15 november 1843 Nicolas de Behr (Katholiek), die bij de tussentijdse verkiezingen niet herkozen raakte. De Behr was ondervoorzitter tot 6 april 1843. |
| Pierre Lys                          | Liberaal  | Verviers      | |
| Pierre-Joseph David                 | Liberaal  | Verviers      | Vervangt vanaf 15 november 1843 Grégoire Demonceau (Katholiek), die bij de tussentijdse verkiezingen niet herkozen raakte. Daarvoor was David tot 13 november 1843 katholiek volksvertegenwoordiger voor de kieskring Luik.                                                                                      |
| Barthélémy de Theux de Meylandt     | Katholiek | Hasselt       | |
| Guillaume de Corswarem              | Katholiek | Hasselt       | Vervangt vanaf 15 november 1843 Lambert Raymaeckers (Liberaal), die bij de tussentijdse verkiezingen niet herkozen raakte. |
| Hubert Huveners                     | Katholiek | Maaseik       | Secretaris vanaf 17 november 1843. |
| Maximilien de Renesse               | Liberaal  | Tongeren      | Secretaris. |
| Henri Simons                        | Katholiek | Tongeren      | |
| Constant d'Hoffschmidt              | Liberaal  | Bastenaken    | Ondervoorzitter vanaf 17 november 1843. |
| Jean-Baptiste Nothomb               | Liberaal  | Aarlen        | |
| Jean-Baptiste Jadot                 | Liberaal  | Marche        | |
| Léopold Zoude                       | Liberaal  | Neufchâteau   | |
| Edouard d'Huart                     | Liberaal  | Virton        | |
| Georges de Baillet Latour           | Liberaal  | Philippeville | |
| Victor Pirson                       | Liberaal  | Dinant        | Vervangt vanaf 15 november 1843 François Pirson, die om gezondheidsredenen ontslag neemt. |
| Isidore Fallon                      | Katholiek | Namen         | Parlementsvoorzitter tot 7 november 1842. |
| Jean-Baptiste Brabant               | Katholiek | Namen         | |
| Denis François de Garcia de la Véga | Katholiek | Namen         | |